# Andlangr
Andlangr (reperibile anche nella variante grafica Öndlangr) è il secondo cielo secondo la mitologia norrena, posto direttamente fra quello in cui vivevano gli uomini e gli dèi e Víðbláinn, il terzo cielo.
Snorri Sturluson così ne parla nella prima parte dell'Edda in prosa, il Gylfaginning:
(Snorri Sturluson - Edda in prosa - Gylfaginning XVII - Traduzione di Stefano Mazza)
Nella versione del Codex Uppsaliensis, invece, la posizione di Andlangr e Víðbláinn sono invertite. In questo codice inoltre, a differenza degli altri dove si parla di himinn ("cielo"), si parla di heimr ("mondo").